# Cyclo-cross de Gieten
Le cyclo-cross de Gieten est une course de cyclo-cross disputée à Gieten, dans la province de Drenthe, aux Pays-Bas.

## Palmarès

### Hommes élites
| Année | Vainqueur            | Deuxième            | Troisième             |
| ----- | -------------------- | ------------------- | --------------------- |
| 1976  | Hans Steekers        | Cees van der Wereld | Hennie Stamsnijder    |
| 1977  | Gerrit Scheffer      | Cees van der Wereld | Herman Snoeijink      |
| 1979  | Herman Snoeijink     | Reinier Groenendaal | Hennie Stamsnijder    |
| 1980  | Reiner Paus          | Reinier Groenendaal | Johan Ghyllebert      |
| 1981  | Reinier Groenendaal  | Johan Ghyllebert    | Cees van der Wereld   |
| 1982  | Reinier Groenendaal  | Johan Ghyllebert    | Cees van der Wereld   |
| 1983  | Reinier Groenendaal  | Cees van der Wereld | Johan Ghyllebert      |
| 1984  | Radomír Šimůnek sr.  | Frank van Bakel     | Reinier Groenendaal   |
| 1985  | Roland Liboton       | Martin Hendriks     | Hennie Stamsnijder    |
| 1986  | Paul De Brauwer      | Adrie van der Poel  | Martin Hendriks       |
| 1987  | Roland Liboton       | Martin Hendriks     | Radomír Šimůnek sr.   |
| 1988  | Paul De Brauwer      | Martin Hendriks     | Hennie Stamsnijder    |
| 1989  | Paul De Brauwer      | Danny De Bie        | Henk Baars            |
| 1990  | Danny De Bie         | Adrie van der Poel  | Christian Hautekeete  |
| 1991  | Danny De Bie         | Radomír Šimůnek sr. | Paul De Brauwer       |
| 1992  | Danny De Bie         | Radomír Šimůnek sr. | Henk Baars            |
| 1993  | Paul Herijgers       | Erwin Vervecken     | Peter Van Santvliet   |
| 1994  | Paul Herijgers       | Radomír Šimůnek sr. | Marc Janssens         |
| 1995  | Erwin Vervecken      | Wim de Vos          | Radomír Šimůnek sr.   |
| 1996  | Adrie van der Poel   | Richard Groenendaal | Peter Van Santvliet   |
| 1997  | Richard Groenendaal  | Adrie van der Poel  | Bart Wellens          |
| 1998  | Sven Nys             | Richard Groenendaal | Bart Wellens          |
| 1999  | Sven Nys             | Mario De Clercq     | Richard Groenendaal   |
| 2000  | Richard Groenendaal  | Bart Wellens        | Peter Van Santvliet   |
| 2001  | Sven Nys             | Bart Wellens        | Tom Vannoppen         |
| 2002  | Sven Nys             | Bart Wellens        | Tom Vannoppen         |
| 2003  | Bart Wellens         | Tom Vannoppen       | Sven Nys              |
| 2004  | Sven Nys             | Bart Wellens        | Richard Groenendaal   |
| 2005  | Richard Groenendaal  | Gerben de Knegt     | Sven Nys              |
| 2006  | Sven Nys             | Gerben de Knegt     | Klaas Vantornout      |
| 2007  | Niels Albert         | Sven Nys            | Lars Boom             |
| 2008  | Klaas Vantornout     | Bart Wellens        | Sven Nys              |
| 2009  | Sven Nys             | Kevin Pauwels       | Niels Albert          |
| 2010  | Tom Meeusen          | Radomír Šimůnek jr. | Dieter Vanthourenhout |
| 2011  | Sven Nys             | Kevin Pauwels       | Rob Peeters           |
| 2012  | Klaas Vantornout     | Sven Nys            | Kevin Pauwels         |
| 2013  | Niels Albert         | Lars van der Haar   | Tom Meeusen           |
| 2014  | Mathieu van der Poel | Lars van der Haar   | Sven Nys              |
| 2015  | Wout van Aert        | Lars van der Haar   | Tim Merlier           |
| 2016  | Mathieu van der Poel | Wout van Aert       | Laurens Sweeck        |
| 2017  | Mathieu van der Poel | Wout van Aert       | Laurens Sweeck        |
| 2018  | Mathieu van der Poel | Wout van Aert       | Toon Aerts            |
| 2019  | Eli Iserbyt          | Quinten Hermans     | Corné van Kessel      |
| 2020  | Toon Aerts           | Eli Iserbyt         | Laurens Sweeck        |
| 2021  | Toon Aerts           | Quinten Hermans     | Eli Iserbyt           |

### Femmes élites
| Année | Vainqueur                  | Deuxième               | Troisième              |
| ----- | -------------------------- | ---------------------- | ---------------------- |
| 1996  | Reza Hormes-Ravenstijn     | Mirella van Melis      | Inge Velthuis          |
| 1997  | Daphny van den Brand       | Daniëlle Jansen        | Nicolle De Bie-Leijten |
| 1998  | Daphny van den Brand       | Daniëlle Jansen        | Elly van Boxmeer       |
| 1999  | Daphny van den Brand       | Inge Velthuis          | Daniëlle Jansen        |
| 2000  | Daphny van den Brand       | Debby Mansveld         | Inge Velthuis          |
| 2001  | Daphny van den Brand       | Nicolle De Bie-Leijten | Debby Mansveld         |
| 2002  | Reza Hormes-Ravenstijn     | Marianne Vos           | Nicolle De Bie-Leijten |
| 2003  | Reza Hormes-Ravenstijn     | Marianne Vos           | Birgit Hollmann        |
| 2004  | Marianne Vos               | Birgit Hollmann        | Arenda Grimberg        |
| 2005  | Marianne Vos               | Reza Hormes-Ravenstijn | Birgit Hollmann        |
| 2006  | Marianne Vos               | Reza Hormes-Ravenstijn | Susanne Juranekl       |
| 2007  | Pavla Havlíková            | Mirjam Melchers        | Stephanie Pohl         |
| 2008  | Sanne van Paassen          | Loes Gunnewijk         | Pavla Havlíková        |
| 2009  | Daphny van den Brand       | Marianne Vos           | Sanne van Paassen      |
| 2010  | Daphny van den Brand       | Sanne van Paassen      | Pavla Havlíková        |
| 2011  | Marianne Vos               | Daphny van den Brand   | Helen Wyman            |
| 2012  | Helen Wyman                | Marianne Vos           | Sanne Cant             |
| 2013  | Helen Wyman                | Sanne Cant             | Sabrina Stultiens      |
| 2014  | Sanne Cant                 | Ellen Van Loy          | Sophie de Boer         |
| 2015  | Sanne Cant                 | Nikki Harris           | Jolien Verschueren     |
| 2016  | Sanne Cant                 | Lucinda Brand          | Sophie de Boer         |
| 2017  | Maud Kaptheijns            | Nikki Brammeier        | Sophie de Boer         |
| 2018  | Annemarie Worst            | Marianne Vos           | Alice Maria Arzuffi    |
| 2019  | Ceylin del Carmen Alvarado | Sanne Cant             | Yara Kastelijn         |
| 2020  | Ceylin Alvarado            | Annemarie Worst        | Lucinda Brand          |
| 2021  | Lucinda Brand              | Denise Betsema         | Annemarie Worst        |

### Hommes espoirs
| Année | Vainqueur               | Deuxième            | Troisième               |
| ----- | ----------------------- | ------------------- | ----------------------- |
| 2002  | Thijs Verhagen          | Klaas Vantornout    | Tim Van Nuffel          |
| 2003  | Geert Wellens           | Martin Bína         | Wesley Van Der Linden   |
| 2004  | Niels Albert            | Radomír Šimůnek jr. | Lars Boom               |
| 2005  | Niels Albert            | Kevin Pauwels       | Lars Boom               |
| 2006  | Niels Albert            | Zdeněk Štybar       | Jempy Drucker           |
| 2007  | Philipp Walsleben       | Thijs van Amerongen | Jempy Drucker           |
| 2008  | Kenneth Van Compernolle | Mitchell Huenders   | Lubomír Petruš          |
| 2009  | Tom Meeusen             | Kacper Szczepaniak  | Kenneth Van Compernolle |
| 2010  | Lars van der Haar       | Vincent Baestaens   | Tijmen Eising           |
| 2011  | Lars van der Haar       | Stan Godrie         | Mike Teunissen          |
| 2012  | Wout van Aert           | Jens Adams          | Wietse Bosmans          |
| 2013  | Mathieu van der Poel    | Yorben Van Tichelt  | Gianni Vermeersch       |
| 2014  | Wout van Aert           | Laurens Sweeck      | Diether Sweeck          |
| 2015  | Daan Hoeyberghs         | Quinten Hermans     | Eli Iserbyt             |
| 2016  | Joris Nieuwenhuis       | Quinten Hermans     | Yannick Peeters         |
| 2017  | Jens Dekker             | Adam Ťoupalík       | Yannick Peeters         |

### Hommes juniors
| Année | Vainqueur             | Deuxième            | Troisième             |
| ----- | --------------------- | ------------------- | --------------------- |
| 2001  | Kevin Pauwels         | Krzysztof Kuzniak   | Dieter Vanthourenhout |
| 2002  | Lars Boom             | Michael Pituch      | Dieter Vanthourenhout |
| 2003  | Niels Albert          | Thijs van Amerongen | Bart Verschueren      |
| 2004  | Ricardo van der Velde | Tom Meeusen         | Rik van IJzendoorn    |
| 2005  | Boy van Poppel        | Ramon Sinkeldam     | Kevin Cant            |
| 2006  | Vincent Baestaens     | Ramon Sinkeldam     | Joeri Adams           |
| 2007  | Marek Konwa           | Tijmen Eising       | Arnaud Grand          |
| 2008  | Lars van der Haar     | Jan Nesvadba        | Mike Teunissen        |
| 2009  | David van der Poel    | Mike Teunissen      | Emiel Dolfsma         |
| 2010  | Jakub Skála           | Vojtech Nipl        | Jeroen Meijers        |
| 2011  | Mathieu van der Poel  | Silvio Herklotz     | Koen Weijers          |
| 2012  | Mathieu van der Poel  | Quinten Hermans     | Karel Pokorný         |
| 2013  | Yannick Peeters       | Thijs Aerts         | Adam Toupalik         |
| 2014  | Eli Iserbyt           | Max Gulickx         | Johan Jacobs          |
| 2015  | Jens Dekker           | Jappe Jaspers       | Thijs Wolsink         |
| 2016  | Jelle Camps           | Toon Vandebosch     | Thymen Arensman       |
| 2017  | Ryan Kamp             | Pim Ronhaar         | Maxim Dewulf          |
| 2018  | Witse Meeussen        | Luke Verburg        | Thibau Nys            |
| 2019  | Thibau Nys            | Lennert Belmans     | Ward Huybs            |
| 2020  | annulé                | annulé              | annulé                |
| 2021  | David Haverdings      | Silas Kuschla       | Menno Huising         |

### Femmes juniors
| Année | Vainqueur     | Deuxième        | Troisième    |
| ----- | ------------- | --------------- | ------------ |
| 2021  | Zoe Bäckstedt | Leonie Bentveld | Nienke Vinke |